# Incêndios florestais no Chile em 2017
Os incêndios florestais no Chile em 2017 foram uma série de incêndios florestais gerados em múltiplas áreas das regiões centro e sul do Chile, entre as regiões de Coquimbo e Los Lagos, com maior intensidade nas regiões de O'Higgins, Maule e Biobío, além de incêndios distantes na região de Magalhães e Antártica Chilena (parte sul do país), durante os meses de janeiro e fevereiro de 2017 e que atingiram 587.000 hectares.
Várias autoridades governamentais concordaram que a origem dos incêndios foi antrópica, muitos deles intencionais, de modo que no final de janeiro, havia quarenta e três pessoas detidas. Os diferentes incêndios tiveram um nível sem precedentes, que seriam explicados pela convergência de uma alta velocidade do vento, altas temperaturas — após ondas sucessivas de calor  —, baixa umidade e difícil geografia dos setores afetados.

## Causas
Embora existam diferentes causas nos vários incêndios, a maioria deles originou-se de causas antropogênicas, seguindo a tendência histórica dos incêndios registrados no país pela Corporação Nacional de Silvicultura (Conaf).
Uma das causas teria sido a negligência das empresas de eletricidade, o que levou à uma sucessão de falhas.  No caso do incêndio "Nilahue Barahona" em Pumanque, a acusação anunciou em 22 de janeiro, a possível responsabilidade da empresa de eletricidade CGE Distribución, por alegada falta de manutenção de suas redes.
A propagação do incêndio foi reforçada pelas condições climáticas que ocorreram no verão de 2017 no Chile, cujas condições climáticas foram denominadas como adversas pois atingiram o "fator 30-30-30", com temperaturas acima de 30 graus Celsius, baixa umidade (em torno de 30%) e ventos de 30 quilômetros por hora. No final de janeiro de 2017, a Direção Meteorológica do Chile registrou uma onda de calor que marcou temperaturas históricas, como a maior temperatura registrada em Santiago durante o mês de janeiro e a maioria alto desde 1912 (37,4 °C) e máximos absolutos registrados nas cidades de Curicó (37,3 °C), Chillán (41,5 °C) e Los Ángeles (42,2 °C). Em 26 de janeiro de 2017, registrou-se a temperatura máxima na história do Chile: 44,9 graus em Quillón.

## Consequências
Um total de 587.000 hectares foram queimados entre os meses de janeiro e fevereiro, na região centro-sul do Chile.
Incêndios principais
- O incêndio denominado "Las Máquinas" que afetou as comunas de Empedrado, Constitución e Cauquenes na região de Maule foi considerado o maior incêndio já registrado na história de Chile com 183.946 hectares queimados.[10]

- No início da manhã de 26 de janeiro de 2017, a cidade de Santa Olga, na comuna de Constitución, foi afetada por um incêndio que a destruiu quase inteiramente, afetando mil casas, o quartel de bombeiros e o terminal de ônibus local.[11]

Impactos ambientais
- Em Maule, o bosque de ruil (Nothofagus alessandrii) perdeu cerca da metade de suas áreas que estavam sob preservação, se tratando de una especie endêmica da cordilheira da Costa do Chile.[12]

- Segundo a Conaf, dos 587.000 hectares queimados, cerca de 15.000 hectares seriam de bosque nativo.[13]

## Reações

### Governo do Chile
O Governo do Chile declarou «zona afetada por catástrofe» e «zona de catástrofe» com estado de exceção constitucional («estado de catástrofe») nas províncias de Colchagua e Cardenal na região de O'Higgins e em toda região de Maule e na comuna de Bulnes na região de Biobío.
O Governo do Chile, junto a Corporación Nacional Forestal (Conaf), contratou no final de janeiro de 2017, o helicóptero Sikorsky S-64 Skycrane, que tem a capacidade de despejar 10 mil litros de água e pode succionar a água em qualquer tipo de fonte, em somente 45 segundos. 


### Ajuda internacional
- Alemanha:  O governo alemão ofereceu uma importante ajuda humanitária, e doação imediata de 140 milhões de pesos chilenos, as quais foram entregues à Cruz Vermelha.[17]

- Argentina: O governo argentino enviou de uma brigada de "Cascos Blancos" para apoiar o trabalho que se estava fazendo em terra.[18]

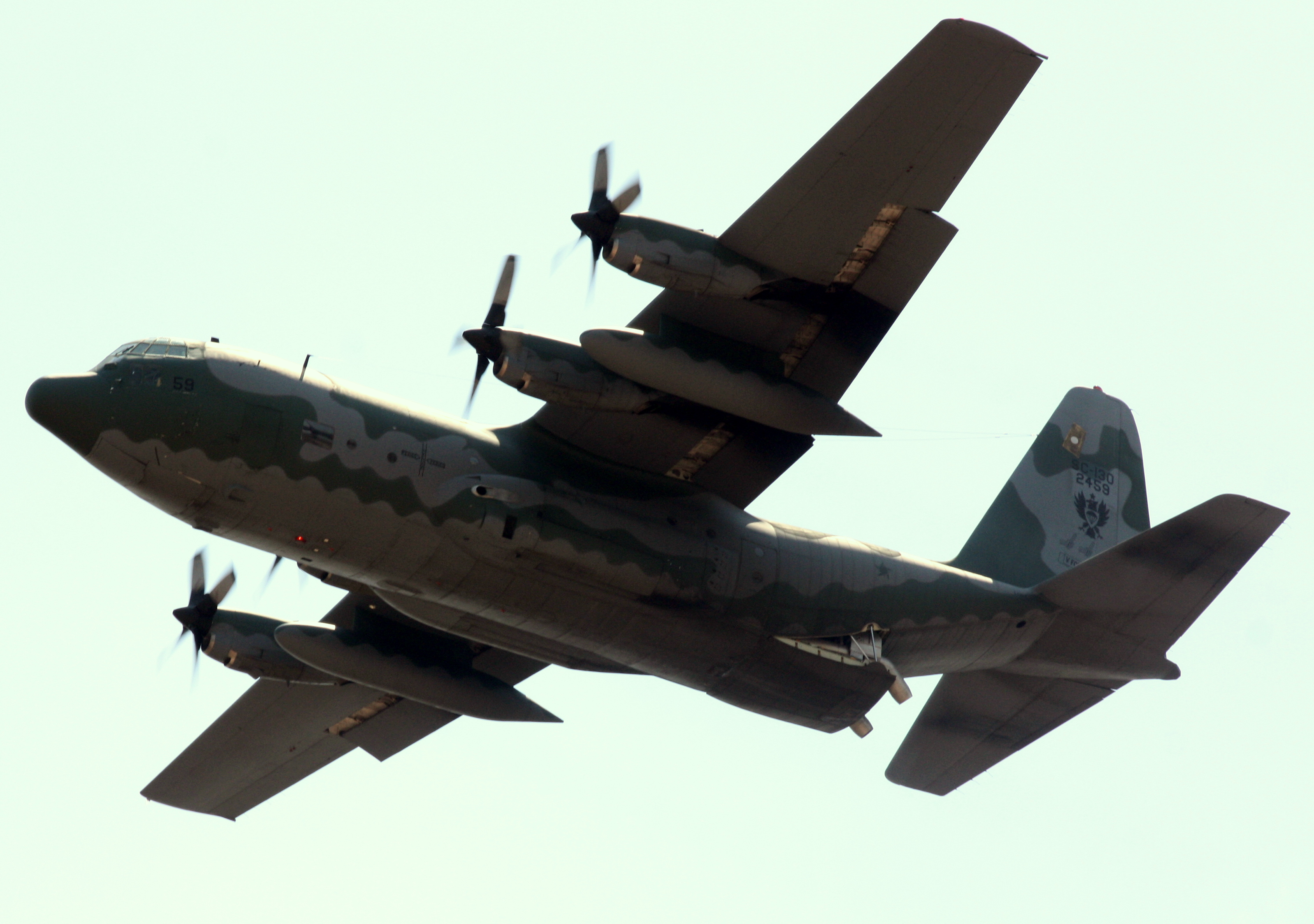
Hércules C-130 da Força Aérea Brasileira combatendo incêndios florestais.

- Brasil:  O governo brasileiro enviou 50 brigadistas e dois aviões Hércules C-130 da Força Aérea Brasileira, equipados para a luta contra incêndios, com 28 militares a bordo.[19][20]

- Canadá:  A REDIDEC (Rede de pesquisadores chilenos no Canadá) doou 35 mil dólares para a Fundação "Un Techo para Chile".[21]

- Colômbia:  O governo colombiano enviou um contingente de 32 membros do Corpo de Bombeiros de Bogotá e da Unidad Nacional para la Gestión de Riesgo de Desastres (UNGRD), para ajudar no combate do fogo.[22]Também foram enviados 37 brigadistas e 10 toneladas de equipamento para a luta contra os incêndios.[21]

- Coreia do Sul: O governo da Coreia do Sul enviou 100 mil dólares ao governo de Chile para enfrentar a emergência.[23]

- Espanha O governo da Espanha enviou um grupamento de 64 militares da Unidade Militar de Emergências, para trabalhar na extinção dos incêndios florestais. Assim como, gerenciou o aluguel de um avião ACO de reconhecimento, que foi utilizado no combate dos incêndios florestais.[21]

- Rússia O governo da Rússia enviou um avião cisterna Ilyushin Il-76 com capacidade de despejar 42 toneladas de água. No Chile esse avião foi apelidado de: "el Luchín".[24]

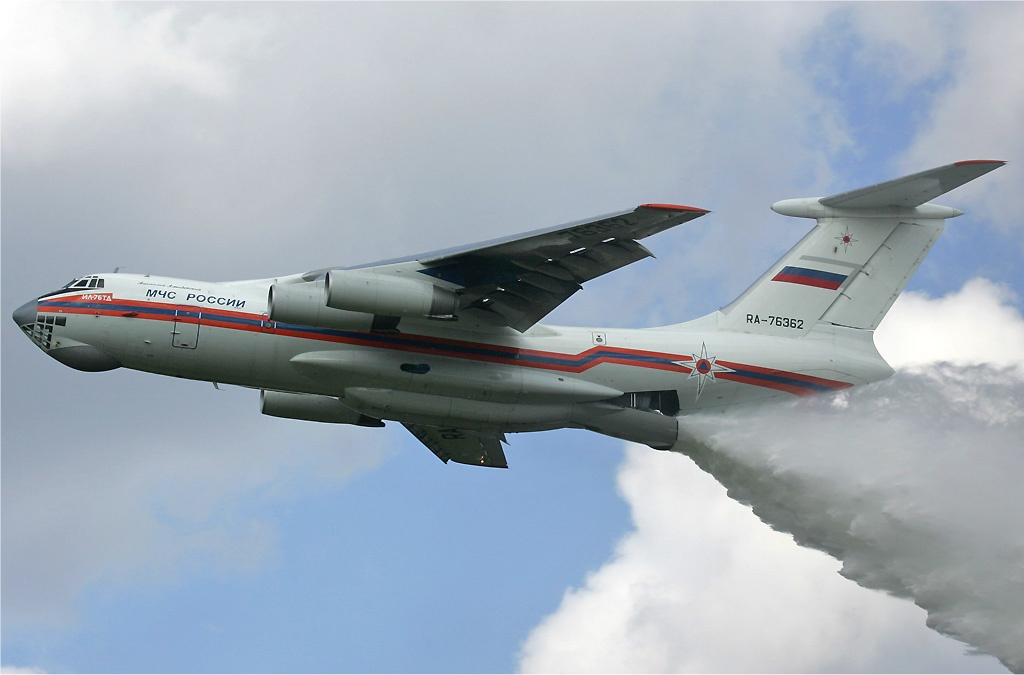
Ilyushin Il-76 Avião cisterna do governo russo